# I dywizja szwedzka w piłce nożnej mężczyzn
Dywizja 1. – trzecia najwyższa klasa rozgrywkowa w piłce nożnej mężczyzn w Szwecji.

## Historia
Od 1987 do 1999 roku Dywizja 1. była oficjalnie drugim poziomem rozgrywkowym w Szwecji. W 2000 roku została zastąpiona przez Superettan. W 2006 ponownie została wprowadzona do systemu rozgrywek, na trzecim poziomie, poniżej Superettan.

## Charakterystyka
Rozgrywki są prowadzone systemem wiosna-jesień. Składa się z 28 drużyn podzielonych na 2 grupy: Norra i Södra.
- Awans: Zwycięzcy obu grup awansują bezpośrednio do Superettan, zastępując dwa zespoły z ostatnich miejsc. Drużyny z drugich miejsc w Dywizji 1. spotykają się w barażach z trzecią i czwartą od końca drużyną Superettan.
- Spadek: Po trzy drużyny z ostatnich miejsc w Norra i Södra spadają do Dywizji 2., a ich miejsce zajmują zwycięzcy 6 grup z tejże ligi.

## Ligi

### Dywizja 1. Norra
Dywizja 1. Norra (dosłownie, "Dywizja 1. Północna") to jedna z dwóch grup na trzecim poziomie rozgrywkowym w piłce nożnej mężczyzn w Szwecji. Składa się z 14 zespołów. Zwycięzca tej grupy awansuje bezpośrednio do Superettan, natomiast drużyna z drugiego miejsca rozgrywa spotkanie barażowe z jednym z zespołów z Superettan (3 lub 4 od końca). Trzy ostatnie zespoły spadają na czwarty poziom rozgrywek, i zostają zastąpione przez zwycięzców trzech grup z Dywizji 2.

### Dywizja 1. Södra
Dywizja 1. Södra (dosłownie, "Dywizja 1. Południowa") to jedna z dwóch grup na trzecim poziomie rozgrywkowym w piłce nożnej mężczyzn w Szwecji. Składa się z 14 zespołów. Zwycięzca tej grupy awansuje bezpośrednio do Superettan, natomiast drużyna z drugiego miejsca rozgrywa spotkanie barażowe z jednym z zespołów z Superettan (3 lub 4 od końca). Trzy ostatnie zespoły spadają na czwarty poziom rozgrywek, i zostają zastąpione przez zwycięzców trzech grup z Dywizji 2.